# Guy Nickalls
Guy Nickalls (Sutton, 13 de noviembre de 1866-Leeds, 8 de julio de 1935) fue un deportista británico que compitió en remo. Fue padre del también remero Guy Oliver Nickalls.
Participó en los Juegos Olímpicos de Londres 1908, obteniendo una medalla de oro en la prueba de ocho con timonel.

## Palmarés internacional
| Juegos Olímpicos | Juegos Olímpicos      | Juegos Olímpicos | Juegos Olímpicos |
| Año              | Lugar                 | Medalla          | Prueba           |
| ---------------- | --------------------- | ---------------- | ---------------- |
| 1908             | Londres (Reino Unido) | Medalla de oro   | Ocho con timonel |